# Heiko Westermann
Heiko Westermann (n. 14 august 1983, Alzenau, Bavaria) este un fotbalist german retras din activitate. A fost internațional cu echipa națională a Germaniei. Westermann este cunoscut ca un jucător cu un bun simț al porții, deși evoluează ca fundaș. În prezent, face parte din echipa tehnică al lui Hansi Flick la FC Barcelona.

## Cariera de club

### Greuther Fürth
Westremann și-a început cariera ca jucător profesionist în liga a doua germană, la clubul Greuther Fürth. A făcut parte din lotul echipei de seniori încă din iulie 2002, dar nu a debutat până la data de 26 ianuarie 2003 într-o victorie cu 1-0 contra lui MSV Duisburg. A jucat un total de 83 jocuri în cele trei sezoane în care a fost legitimat la Fürth, marcând de două ori.

### Arminia Bielefeld
La începutul sezonului 2005-2006, Westermann a semnat cu o nou-promovată în Bundesliga, DSC Arminia Bielefeld, unde s-a impus ca titular, devenind un jucător de bază al echipei. În cele două sezoane petrecute în orașul din landul Renania de Nord-Westfalia, Heiko Westremann a evoluat în 67 de jocuri, reușind să marcheze cinci goluri.

### Schalke 04
În 2007, Heiko Westermann s-a transferat la FC Schalke 04 pentru suma de 2,8 milioane de euro (€). Westermann a debutat la 24 iulie 2007 într-un meci din Cupa Ligii Germaniei contra lui 1. FC Nürnberg, câștigat de Schalke cu scorul de 4-2. Iar primul meci în Bundesliga pentru Schalke l-a avut la data de 26 august 2007 contra lui VfL Wolfsburg.

## Echipa națională
Westermann a jucat primul său meci pentru echipa națională a Germaniei, în februarie 2008 împotriva Austriei, unde Germania a câștigat meciul cu 3-0. Westermann a făcut parte din echipa Germaniei care a terminat pe locul al doilea la Euro 2008.
| #  | Data              | Locul                        | Adeversar             | Scor | Rezultat final | Competiția             |
| -- | ----------------- | ---------------------------- | --------------------- | ---- | -------------- | ---------------------- |
| 1. | 2 iunie 2009      | Dubai, Emiratele Arabe Unite | Emiratele Arabe Unite | 0-1  | 2-7            | Amical                 |
| 2. | 6 septembrie 2009 | Vaduz, Liechtenstein         | Liechtenstein         | 0-6  | 0-6            | Preliminariile CM 2010 |